# ザ・タブー/暴かれた衝撃
『ザ・タブー/暴かれた衝撃』（ザタブーあばかれたしょうげき、Little Boy Blue）は、1997年のアメリカ合衆国のサスペンス映画。
監督はアントニオ・ティバルディ、出演はライアン・フィリップ、ナスターシャ・キンスキー、ジョン・サヴェージなど。
父親の暴力から母親と幼い弟たちを守っている少年と、その家族の秘密を描いている。
米国での公開に先立ち、1997年6月にイタリアのMystFestで初公開され、最優秀作品に選ばれている。
日本では劇場未公開だが、1998年1月21日にVHSビデオ(字幕版と吹替版)が発売された。

## ストーリー
テキサスの小さな田舎町に住む少年ジミー・ウェスト（ライアン・フィリップ）は、父レイ（ジョン・サヴェージ）の暴力から母ケイト（ナスターシャ・キンスキー）と年の離れた2人の弟を守るためにひたすら耐えていた。レイはベトナム戦争で受けた「傷」がもとで性的不能になっただけでなく、精神にも異常を来していたのだ。そんなある日、レイとケイトが経営する酒場のトイレで男が死体で発見される。事件は事故死として処理されたが、男の死にはレイがこれまで必死に隠して来た秘密が関係していた。

## キャスト
※括弧内は日本語吹替
- ジミー・ウェスト: ライアン・フィリップ（山口勝平）
- ケイト・ウェスト: ナスターシャ・キンスキー（佐々木優子） - ジミーの母
- レイ・ウェスト: ジョン・サヴェージ（金尾哲夫） - ジミーの父
- マイキー・ウェスト: アダム・バーク - ジミーの弟
- マーク・ウェスト: デヴォン・マイケル - ジミーの弟
- トレイシー: ジェニー・ルイス（英語版）（内川藍維） - ジミーの恋人
- ドリス・ナイト: シャーリー・ナイト（寺内よりえ） - 謎の女

## 作品の評価
Rotten Tomatoesによれば、8件の評論のうち高評価は25%にあたる2件で、平均点は10点満点中5点となっている。